# Chilades elicola
Chilades elicola är en fjärilsart som beskrevs av Embrik Strand 1911. Chilades elicola ingår i släktet Chilades och familjen juvelvingar. Inga underarter finns listade i Catalogue of Life.